# USS LST-11
O USS LST-11 foi um navio de guerra norte-americano da classe LST que operou durante a Segunda Guerra Mundial.